# Hafenfunkdienst

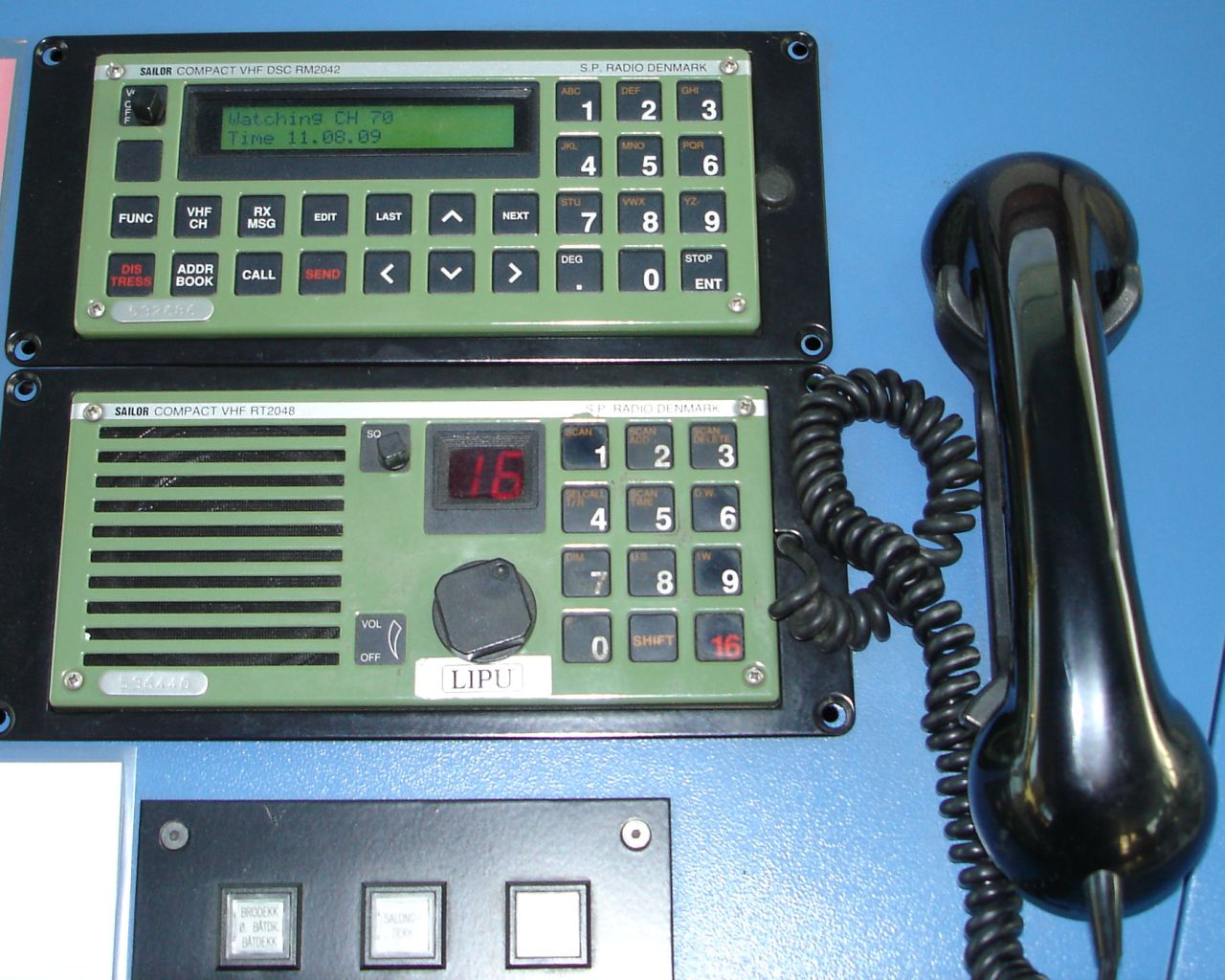
UKW-Seefunkstelle u. a. für den Hafenfunkdienst

Der Hafenfunkdienst (englisch port operations service) ist – entsprechend der Vollzugsordnung für den Funkdienst (VO Funk) der Internationalen Fernmeldeunion (ITU) – definiert als «mobiler Seefunkdienst in oder in der Nähe eines Hafens, zwischen Küstenfunkstellen und Seefunkstellen oder zwischen Seefunkstellen, welcher der Übermittlung von Nachrichten dient, die ausschließlich den Betrieb, die Fahrt und die Sicherheit von Schiffen sowie, in Notfällen, die Sicherheit von Personen betreffen.»
Die VO Funk kategorisiert diesen Funkdienst wie folgt:
- Mobilfunkdienst (Artikel 1.24)
  - Mobiler Seefunkdienst (Artikel 1.28)
    - Mobiler Seefunkdienst über Satelliten (Artikel 1.29)
    - Hafenfunkdienst (Artikel 1.30)
    - Schiffslenkungsfunkdienst (Artikel 1.31)